# Prinsen av Egypten
Prinsen av Egypten (engelska: The Prince of Egypt) är en amerikansk animerad familjefilm från 1998 i regi av Brenda Chapman, Steve Hickner och Simon Wells.
Filmen baseras på den bibliska historien om Mose, som beskrivs i Andra Moseboken. Vissa saker i filmen stämmer inte överens med Gamla testamentet till fullo, till exempel att det är Faraos drottning, i stället för hans dotter, som finner Mose, och att Mose i filmen först inte vet om sin hebreiska bakgrund, medan han i Gamla Testamentet är fullt medveten om den från början.
Prinsen av Egypten blev den tidens framgångsrikaste tecknade icke-Disneyfilm. Den prisades för animationen, musiken och röstskådespelarnas prestationer. Med sina över 218 miljoner dollar i inkomst blev filmen den andra tecknade icke-Disneyfilmen att tjäna in över hundra miljoner dollar, efter att The Rugrats Movie blev den första. Filmens succé ledde till att den fick en föregångare som släpptes direkt på video: Josef: Drömmarnas Konung.
Prinsen av Egypten tilldelades en Oscar för bästa sång, för låten "When You Believe" framförd av Mariah Carey och Whitney Houston. Den nominerades även för bästa filmmusik – musikal eller komedi men förlorade mot Shakespeare in Love.

## Handling
Det hela är en filmatisering av den bibliska berättelsen i Gamla testamentet om Mose, som tar judarna ut ur slaveriet i Egypten till friheten på andra sidan Röda havet.
Mose växer upp vid hovet som fosterson till Farao Seti I. Detta kommer sig efter att hans mor Yocheved satte honom i en korg på floden Nilen för att räddas undan att bli dödad då Farao befallit att alla förstfödda hebreiska barn ska dödas. Detta för att hålla populationen hebréer nere. Men korgen blir sedan funnen av Faraos drottning Tuya, som bestämmer sig för att Mose är en gåva från gudarna och behåller honom. Väl i hovet blir Mose fosterbror till prins Ramses II, och dessa två lever rövare i större delen av sin ungdom och bygger upp ett band emellan sig som är mycket starkt.
Men när Mose får veta att han är hebré av hans biologiska syskon Miriam och Aron börjar en tid av tvivel och droppen blir när han ser hur vakterna runt palatset behandlar hans folk. Det hela slutar i att Mose dödar en vakt i ett vredesutbrott och i panik flyr ut i öknen.
Väl i öknen börjar han leva tillsammans med ett nomadfolk som fåraherde. Mose gifter sig även med Sippora, en vacker flicka som först var fånge i Egypten för att tvingas giftas bort till antingen Mose eller Ramses och som Mose sen lät fly. En dag möter Mose Gud, som tagit formen av en brinnande buske, i en grotta. Gud talar om för Mose hur hans folk lider och ber honom rädda dem ut från Egypten. Gud själv ska genom Mose leda dem till deras nya land, han ger Mose en stav och säger "Med denna stav ska du utföra mina under".
Så Mose återvänder till sin forna hemstad tillsammans med Sippora och möter där Ramses som nu blivit Farao. Han ber Ramses, som sin bror, att låta hebréerna gå. Men Ramses vägrar lyssna, Mose försöker då bevisa att det är Guds vilja och det går så långt att Ramses son dör i pesten som Mose kallat fram genom en av de tio plågor som drabbar Egypten. Så Ramses tillåter till sist att Mose tar sitt folk. Men efter en kort tid ändrar Ramses sig och ger sig av efter Mose för att ta tillbaka sina slavar. Men Mose har Gud på sin sida och när de når fram till Röda havet låter Gud en stor vind blåsa över havet och dela det så att hebréerna kan korsa över. 
Farao är inte långt efter men Gud stänger havet så Faraos trupper drunknar i vattenmassorna medan Moses folk är säkra på motsatta sidan. Medan hebréerna vandrar vidare så blickar Mose tillbaka en sista gång och ser Farao, mannen som varit som hans bror, krypa upp på land på andra sidan havet.
Filmen slutar med att Mose tar emot stentavlorna med De tio budorden som är stiftade av Gud på berget Sinai.

## Rollista
| Roll                 | Originalröster                                            | Svenska röster                          |
| -------------------- | --------------------------------------------------------- | --------------------------------------- |
| Mose                 | Val Kilmer Amick Byram (sång)                             | Anders Ekborg                           |
| Ramses               | Ralph Fiennes                                             | Stefan Sauk                             |
| Sippora              | Michelle Pfeiffer                                         | Sharon Dyall                            |
| Miriam               | Sandra Bullock Sally Dworsky (sång) Eden Riegel (som ung) | Carola Häggkvist Elina Raeder (som ung) |
| Aron                 | Jeff Goldblum                                             | Roger Storm                             |
| Överstepräst Jetro   | Danny Glover Brian Stokes Mitchell (sång)                 | Tommy Nilsson                           |
| Farao Seti           | Patrick Stewart                                           | Sten Ljunggren                          |
| Drottning Tuya       | Helen Mirren Linda Dee Shayne (sång)                      | Beatrice Järås                          |
| Överstepräst Hotep   | Steve Martin                                              | Erik Blix                               |
| Överstepräst Huy     | Martin Short                                              | Andreas Nilsson                         |
| Guds röst            | Val Kilmer                                                |                                         |
| Yocheved (Moses mor) | Ofra Haza                                                 | Ofra Haza                               |